# 김호동
김호동(金浩東, 1954년 11월 20일~)은 대한민국의 역사학자로 중앙아시아의 역사에 대한 연구 업적을 남겼다.

## 약력
충청북도 청주시 출생이다. 서울대학교 동양사학과를 졸업하고 하버드 대학교에서 1860~70년대 신장의 무슬림 봉기에 대한 박사논문으로 내륙아시아 및 알타이학 박사학위를 받았다. 서울대학교 중앙유라시아연구소 소장, 스웨덴 웁살라 대학교와 독일 뮌헨 대학교에서 교환교수를 지냈다. 현재 서울대학교 동양사학과 교수로 재직 중이다.

## 역서
중앙유라시아사 분야의 전문가로 주요 1차 사료의 역주서를 다수 펴냈다. 
- 이븐 칼둔 : 《역사서설-아랍, 이슬람, 문명》
- 라시드 앗 딘의 집사 3부작 :《부족지》, 《칭기스 칸 기》, 《칸의 후예들》
- 마르코 폴로 관련 : 《마르코 폴로의 동방견문록》,《몽골 제국 기행-마르코 폴로의 선구자들》
- 《유목사회의 구조》(1990)
- 《칭기스칸》(1992)
- 《유라시아 유목제국사》(공역, 1998)
- 《이슬람 1400년》(2001)

## 저서
- 《근대 중앙아시아의 혁명과 좌절》(1999)
  - 영역본 Holy War in China(2004, Stanford Univ. Press)
- 《동방 기독교와 동서문명》(2002)
- 《몽골제국과 고려》(2007)
- 《황하에서 천산까지》(1999)
- 《유라시아 천년을 가다》(공저, 2002)
- 《몽골제국과 세계사의 탄생》(2010)
- 《아틀라스 중앙유라시아사》(2015)